# Presenza (concetto)

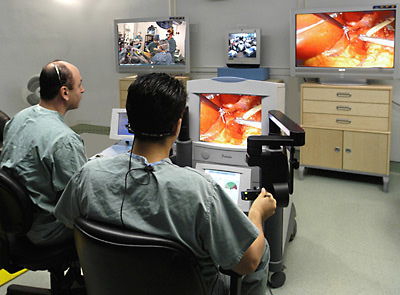
Un medico in attività di telechirurgia, un esempio di telepresenza

La presenza è un concetto definito in diverse branche della filosofia, tra cui specialmente la gnoseologia e la metafisica, che mira a definire in maniera più completa e chiara la condizione di un essere senziente che comunemente viene descritta come quella di essere situati in un luogo e, generalmente, esserne coscienti. Talvolta ci si riferisce alla presenza anche come telepresenza, sottolineando come la presenza sia mediata da una tecnologia, naturale o artificiale, che non viene del tutto rilevata.
Il termine telepresenza è utilizzato anche con un'accezione puramente tecnica, per indicare un'esperienza mediata da una tecnologia artificiale.
La presenza è anche un tema di interesse per la psicologia.

## Presenza in filosofia
La definizione del concetto è soggetta all'interpretazione delle diverse scuole di pensiero. La definizione proposta dalla Società Internazionale per la Ricerca sulla Presenza afferma che la presenza è uno stato psicologico o percezione soggettiva che si verifica quando i soggetti usano una tecnologia e trascurano almeno parte del suo ruolo nel vivere l'esperienza. In maniera crescente, la lettura di un libro coinvolgente, la fruizione di un video 3D od ologrammi, l'effettuazione di operazioni mediche o tecniche a distanza, nonché l'interazione tramite computer, avatar, robot sono esperienze di telepresenza dove maggiormente si riduce la percezione della presenza della tecnologia mediatrice.

### Storia
La tematica della presenza ha diverse volte suscitato l'interesse nei secoli, in particolare Si sono occupati di presenza diversi filosofi, tra questi si ricordano Martin Heidegger, Ernesto De Martino, David Hume.
Nel pensiero del filosofo scozzese David Hume, nella critica della sostanza corporea e psichica, la sostanza non era altro che una "collezione di qualità particolari" ovvero un insieme di stimoli e di sensazioni empiriche provenienti dall'esterno cementate dal nostro intelletto fino a creare un'idea di ciò che stiamo analizzando, creandoci l'impressione che ciò esista anche nel momento in cui noi non lo percepiamo. La presenza perciò sarebbe scollegata dalla sostanza del luogo e dello stesso io che si percepisce presente.
Nel pensiero decostruttivista di Jaques Derrida, la critica all'eccessivo peso dato al tempo, alla presenza ed in particolare al desiderio di immediato accesso alla conoscenza tipici della filosofia occidentale vengono generalmente descritti come metafisica della presenza. Di conseguenza la critica si rivolge anche al privilegio generalmente concesso al presente rispetto a passato o futuro, nonché al privilegio concesso ai contenuti di tipo discorsivo (logos), rispetto a tutto ciò che non è discorsivo (logocentrismo).
Nel pensiero del filosofo tedesco Martin Heidegger, in particolare nell'opera Essere e tempo (1927), viene presentato il concetto di Dasein, che si può tradurre dal tedesco proprio come esserci, allo scopo di descrivere la condizione cosciente e attiva della presenza dell'Io coinvolto nel mondo (l'Essere) distinto dalla semplice presenza che invece contraddistinguerebbe gli enti non coscienti.
Nel pensiero di Ernesto De Martino, la presenza è vista come una filosofia di pensiero che trascende e si oppone alla precarietà dell'esistenza legata allo scorrere del tempo. La presenza è così legata all'aspetto religioso e magico, che le classi popolari oppongono per resistere alla cultura del realismo di spazio e tempo.
Nel 2002 è nata la Società Internazionale per la Ricerca sulla Presenza (ISPR), una associazione non lucrativa che supporta la ricerca sul tema della presenza e telepresenza.

### Problematiche
Le problematiche sollevate dal tema della presenza derivano, dal punto di vista dell'epistemologia, principalmente da due aspetti: il problema della percezione ed interazione con la realtà, che sono mediate dai sensi quindi non percebili in assenza del loro tramite, ed in secondo luogo, dal problema della relazione tra l'esistenza del corpo nello spazio e la presenza di un soggetto cosciente in esso. 

## Tecnologie per la telepresenza
Nonostante anche i sistemi naturali che permettono l'accesso alle esperienze dei sensi (esperienza diretta o mediata di primo ordine) si possano intendere, in senso lato, come mezzi di telepresenza, un utilizzo più proprio del termine si riferisce all'utilizzo di tecnologie artificiali come tramite (esperienza mediata di secondo ordine).
Detto che la tecnologia per la telepresenza ideale consisterebbe in un sistema che rende per nulla percepibile l'esistenza di una tecnologia di tramite, tale da rendersi impercettibilmente confondibile con l'esperienza diretta, comunemente si definiscono tecnologie di telepresenza quelle che permettono la trasposizione in altro luogo dell'esperienza dei sensi, almeno alcuni di questi ultimi, utilizzando gli stessi organi di senso di vista, tatto, udito, etc. (es. operazione chirurgica reale o simulata, effettuata con tecnica tradizionale ma mediata da meccanismi che recepiscono i movimenti del chirurgo, comandano un robot a distanza che esegue l'operazione e restituiscono al chirurgo le interazioni fisiche con la materia incontrate dal robot, detta in breve telechirurgia) oppure quelle che aggirano i suddetti organi di senso, comunicando direttamente con l'organo di pensiero (es. esperienze di presenza reali o virtuali indotte neuralmente, simili al sogno, come proposto in film fantascientifici quali Matrix o Inception).

## Presenza in psicologia
La presenza è un tema importante nella psicologia, in particolare in relazione alla coscienza del soggetto e all'aspetto sociale. In psicologia sociale, si parla di presenza oggettiva, ovvero presenza fisica di altre persone, presenza immaginata che consiste nell'immaginare di essere in presenza di altre persone, ed infine di presenza implicita con riferimento alle norme sociali interiorizzate.